# Heinrich Kosina
Heinrich Kosina (* 1. April 1899 in Wien; † 30. März 1977 in München) war ein österreichischer Architekt, der ab 1920 in Berlin lebte und dort zu den profilierten Vertretern des Neuen Bauens zählt.

## Leben
Heinrich Kosina studierte in Wien bei Paul Roller, Josef Hoffmann und Carl Witzmann, ehe er 1920 nach Berlin übersiedelte, wo er ab 1921 im Büro des Architekten Erich Mendelsohn arbeitete. Von 1922 bis 1925 arbeitete er mit Paul Mahlberg zusammen, ehe er sich selbstständig machte. Nach dem Zweiten Weltkrieg war er vor allem in Österreich und Süddeutschland aktiv. Von 1946 bis 1950 arbeitete er als Gewerbeschullehrer in Lofer, von 1951 an war er im Planungsbüro für den Flughafen Frankfurt beschäftigt, seine letzte Arbeitsstätte hatte er in München.
Schon früh spezialisierte sich Kosina auf Verkehrsbauten; die ersten Flugzeughallen des Flughafens Tempelhof entwarf er zusammen mit Mahlberg in den 1920er-Jahren. Er gehörte trotz der geringen Zahl seiner Bauten zu den bekannten Architekten im Berlin der Weimarer Republik. Er war an der Planung der Flughäfen in Nürnberg und Stettin beteiligt, ebenso an der des Flughafens Frankfurt, des Flughafens Wien-Schwechat und des Flughafens At Palam bei Neu-Delhi. Beratende Funktion hatte er bei der Planung von Flughäfen in Rumänien, Spanien und Polen.
Viele seiner Werke sind, z. T. infolge Kriegseinwirkung, nicht erhalten geblieben. Kosina publizierte Flughäfen der Zukunft. Er war Mitglied im Bund Deutscher Architekten.

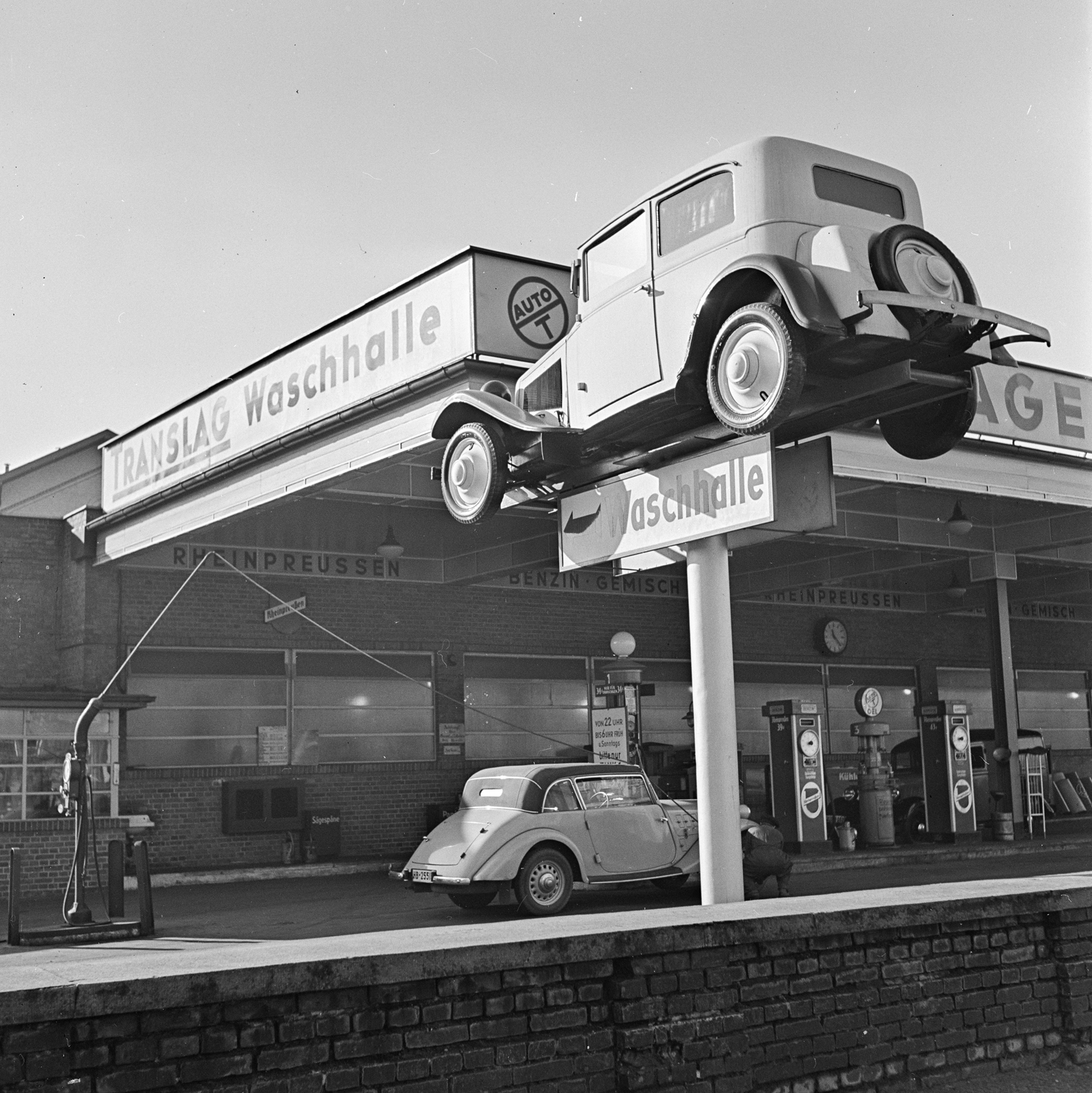
Translag-Waschhalle und Tankstelle von 1927, Berlin-Kreuzberg

## Bauten und Entwürfe

### In Berlin

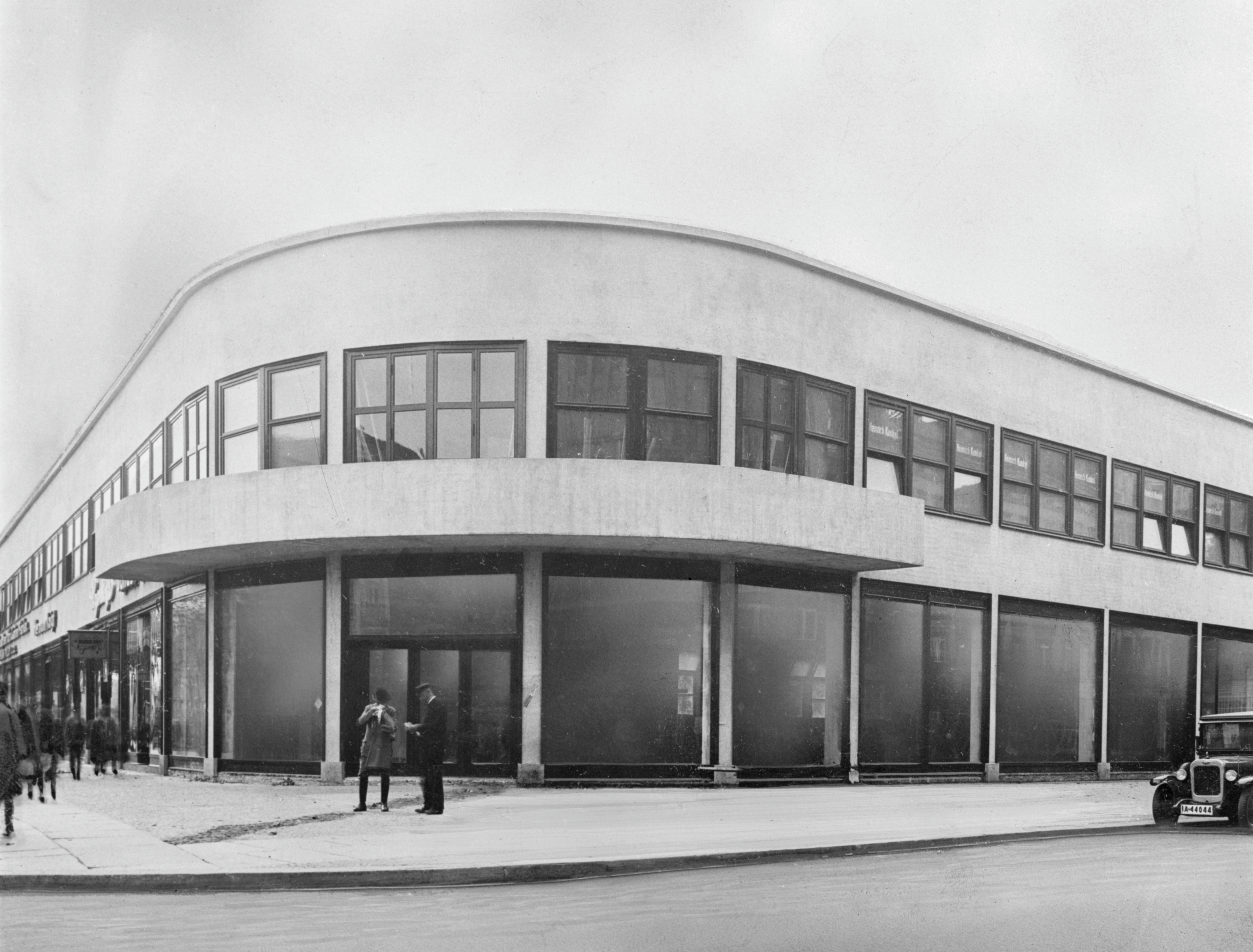
Rheinlandhaus (1927 mit Ludwig Hilberseimer)

- ab 1923: Hallen des Flughafens Tempelhof (mit Paul Mahlberg)
- 1924–1925: Fremdenverkehrshaus der Stadt Berlin (mit Paul Mahlberg)[3]
- 1925: Akademische Lesehalle in Berlin
- 1925: Entwurf für einen Verkehrsturm für den Alexanderplatz[4]
- 1925: Entwurf für einen Verkehrsturm an der Friedrich- Ecke Leipziger Straße (mit Paul Mahlberg und Ludwig Mies van der Rohe)[5][6]
- 1927 (mit Ludwig Hilberseimer): „Rheinlandhaus“ mit Ausstellungsräumen der Adlerwerke[7] (1966 abgerissen)
- 1927: Translag-Waschhalle und Tankstelle Obentrautstraße (verändert erhalten)[8]
- 1928: Flughafengarage
- 1928: Tankstelle Hannoversche Straße 5
- 1928: Auto-Park-Garage und Tankstelle
- 1928: Translag-Garage
- 1928–1929: Doppelwohnhaus Löhleinstraße 45/45a
- 1928–1930: Siedlung Mariengarten in Marienfelde
- 1931: Haus Karolinenstraße 4 in Zehlendorf
- nach 1933: Verwaltungsgebäude für den Reichsverband der Ortskrankenkassen in Charlottenburg, Uhlandstraße 195/196
- nach 1933: Wohnblock Kurfürstenstraße 103–106 in Mariendorf[9]
- nach 1933: Gruppenhaussiedlung Tegelorter Ufer
- nach 1933: Einfamilienhaus in Grunewald
- 1955–1956: Erweiterungsbauten für die katholische Salvatorkirche und das Christophorus-Kinderkrankenhaus in Lichtenrade[10]

sowie undatiert:
- City-Tank
- Entwurf von Groß-Hochgaragen für Wilmersdorf
- Entwurf eines Empfangsgebäudes für den Flughafen Tempelhof (mit Paul Mahlberg)

### An anderen Orten
- 1928: Ausstellungsraum für den Druckfarbenverband der Ausstellung Pressa in Köln
- 1930: Aluminiumschau auf der Weltausstellung Lüttich